# Weerstand (psychologie)
Weerstand is in de psychologie een proces waarbij de patiënt het goede verloop van therapie hindert. Het begrip werd voor het eerst beschreven door Sigmund Freud en Joseph Breuer in Studies over hysterie en neemt een centrale plaats in binnen de psychoanalyse. Freud zag het onderkennen van en omgaan met weerstand als een van de belangrijkste aspecten van de psychoanalyse.
Volgens de inentingstheorie, een begrip uit de sociale psychologie, kunnen personen in hun houding of overtuiging weerbaar worden gemaakt, en weerstand bieden tegen overreding of beïnvloeding, naar analogie van hoe een lichaam door inenting weerstand krijgt tegen ziekte.

## Verschillende soorten weerstand volgens Sigmund Freud
Freud constateerde dat er vijf soorten weerstand waren. De eerste drie komen voort uit het ego, de vierde uit het id en de vijfde uit het superego.
1. Verdringingsweerstand
2. Overdrachtsweerstand
3. Secundaire ziektewinst
4. Herhalingsdwang
5. Onbewuste strafbehoefte